# Bloko
Bloko (grec: Mπλόκο) és una pel·lícula grega dirigida per Ado Kyrou i estrenada el 1965.
Autor del llibre Le Surréalisme au cinéma, Ado Kyrou fa una pel·lícula depurada, realista i brechtiana. La pel·lícula és un desastre públic. Al públic no li agrada aquesta manera de presentar la història, ja que està més acostumat a un tractament emocional.'

## Argument
L'agost de 1944, a Kokkinia, un barri dels suburbis vermells d'Atenes, un comerciant enriquit pel mercat negre celebra el seu casament. El mateix dia, els alemanys van envoltar el barri, van aplegar tots els homes de la plaça central i els van executar per intentar posar fi a la resistència.

## Repartiment
- Xenia Kalogeropoulou
- Alexandra Ladikou
- Yannis Fertis
- Kostas Kazakos
- Manos Katrakis
- Stávros Tornés
- Zorz Sarri
- Kostas Bakas
- Koula Agayotou

## Distincions
- Setmana del Cinema Grec de 1965 (Tessalònica) : Premi d'honor per la direcció[3][4]